# Fábricas Lusitana

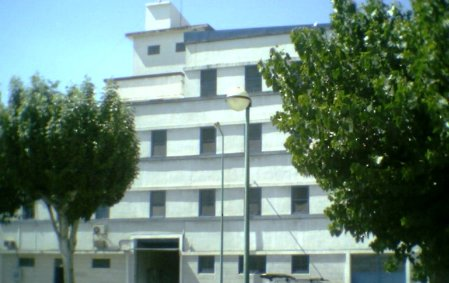
Fábricas Lusitana, em Alcains

As Fábricas Lusitana - Produtos Alimentares, S.A., são uma empresa de capital nacional e a sua gestão é assegurada por uma equipa de profissionais altamente qualificados, que ao longo dos anos se manteve atenta aos seus consumidores promovendo a investigação e desenvolvimento de produtos inovadores no mercado.
As Fábricas Lusitana comercializam uma extensa e variada gama de produtos, que vão desde a tradicional farinha, ao pão ralado, preparados para bolos, gelatinas, mousses, pudins, toppings, especiarias, temperos em pasta, massas para temperar, molhos, vinagres e cremes balsâmicos, entre muitos outros, sendo proprietárias das marcas Branca de Neve, Espiga e Monte Branco.

## História
No ano de 1954 as Fábricas Lusitana lançaram as suas marcas "Branca de Neve" e "Espiga".
O fundador, António Trigueiros de Aragão, nascido em 1894, em Alcains, fez grande parte dos seus estudos em Inglaterra, país que alimentou o seu espírito de iniciativa e capacidade empresarial.  
O local escolhido para as suas indústrias foi a Vila de Alcains, concelho de Castelo Branco, região da Beira Baixa. Foi desta fábrica que saiu o primeiro pacote de Branca de Neve. A saqueta era colada à mão e o enchimento era também integralmente manual.
Da fábrica de Alcains saíram também, em 1954, as primeiras embalagens de farinha Espiga e farinha Flor.
O espírito pioneiro de António Trigueiros de Aragão manifestou-se também na forma como comunicou e promoveu os seus produtos junto do consumidor. 
A farinha Branca de Neve foi um dos primeiros produtos nacionais a ser publicitado nos meios audiovisuais existentes à época.
O primeiro filme publicitário da marca, datado de 1958 foi exibido em todas as salas de cinema do país e teve como protagonista a actriz Laura Alves que na altura protagonizava a revista “Criada para todo o Serviço”.
Mas outros nomes igualmente famosos e queridos do povo português estiveram ligados à comunicação das principais marcas e produtos da Lusitana: Marco Paulo, Herman José, Helena Isabel, Manuela Maria e Carlos Paião.
A marca Branca de Neve foi pioneira nas acções de “sampling” em Portugal. No final das sessões de teatro da revista  “Criada para todo o Serviço” era oferecida às senhoras uma embalagem de 500g de farinha Branca de Neve. 
Hoje a empresa continua a fazer história com o lançamento de produtos inovadores para o mercado português.

## Fábrica
A sua unidade fabril localiza-se em Alcains, tendo a empresa no entanto centros administrativos em Lisboa e Porto.
A fevereiro de 2010, as Fábricas Lusitana receberam a visita do Presidente da República de Portugal, Aníbal Cavaco Silva.